# Cosmarium simplicius
Cosmarium simplicius  là một loài Song tinh tảo trong họ Desmidiaceae, thuộc chi Cosmarium.